# Album Seven by Rick
Album Seven by Rick är Ricky Nelsons sjunde studioalbum, utgivet i mars 1962. Albumet är producerat av Jimmie Haskell.
Albumet nådde Billboard-listans 27:e plats.

## Låtlista
Singelplacering i Billboard inom parentes.
1. "Summertime" (George Gershwin/Ira Gershwin/DeBose Heyward) (#89)
2. "Congratulations" (Jerry Fuller)
3. "Baby You Don't Know" (Dave Burgess/Jerry Fuller)
4. "I Can't Stop Loving You" (Don Gibson)
5. "Excuse Me Baby" (Dorsey Burnette)
6. "History of Love" (Dave Burgess/Jerry Fuller)
7. "Today's Teardrops" (Gene Pitney/Schroeder)
8. "Mad Mad World" (Dorsey Burnette/Joe Osborne)
9. "Thank You Darling" (Jackie DeShannon/Sharon Sheeley)
10. "Poor Loser" (Jerry Fuller)
11. "Stop Sneakin' Around" (Baker Knight)
12. "There's Not a Minute" (Clint Ballard, Jr./Fred Tobias)